# Hoắc Kiến Hoa
Hoắc Kiến Hoa (sinh ngày 26 tháng 12 năm 1979) là một nam diễn viên, ca sĩ và nhà sản xuất người Đài Loan. Anh nổi tiếng qua vai diễn trong At Dolphin Bay (2003), Tiên kiếm kỳ hiệp 3 (2009), Tiếu ngạo giang hồ (2013), Battle of Changsha (2014), Hoa Thiên Cốt (2015), Hãy nhắm mắt khi anh đến (2015) và Như Ý truyện (2018).
Hoắc Kiến Hoa xếp thứ 82 trong danh sách 100 người nổi tiếng của Forbes Trung Quốc vào năm 2014, thứ 48 vào năm 2015, thứ 22 vào năm 2017, và thứ 66 vào năm 2019.

## Tiểu sử
Hoắc Kiến Hoa sinh ra trong gia đình cán bộ công chức Đài Loan. Xuất thân trong gia đình có truyền thống về pháp luật nên anh đã nhận được sự giáo dục vô cùng nghiêm khắc từ cha mình. Ngay từ nhỏ anh đã rất yếu ớt và mắc bệnh suyễn nên đã sớm được gia đình cho đi học Taekwondo để cải thiện thể lực. Nhờ sự giáo dục nghiêm khắc này mà Hoắc Kiến Hoa đã hình thành nên tính cách nghiêm túc, không ngại khổ cực, không thích đi đường vòng, không thích tạo quan hệ, không thích xã giao, tất cả đều phải dựa vào sự cố gắng của bản thân.
Năm 10 tuổi, bố mẹ anh ly hôn, Hoắc Kiến Hoa ở cùng với mẹ. Điều này đã hình thành tính cách rụt rè, hướng nội, sợ người lạ và không thích nơi đông người của anh.
Hoắc Kiến Hoa có niềm đam mê ca hát từ nhỏ. Vì để theo đuổi ước mơ, năm 15 tuổi anh bắt đầu học hát. Năm 18 tuổi, anh chính thức ký hợp đồng với công ty quản lý và làm các công việc đằng sau hậu trường. Sau đó anh vào quân ngũ 2 năm.

## Sự nghiệp
Năm 2002, Hoắc Kiến Hoa đã đi thử vai và chính thức bước vào giới giải trí với vai chính đầu tiên trong phim "Hái Sao". Hoắc Kiến Hoa nhanh chóng tạo được sự chú ý bởi vẻ điển trai của mình.
Năm 2003, từ vai nam phụ trong bộ phim "Chuyện Tình Biển Xanh", nhà sản xuất âm nhạc Chung Hiểu Cương đã khiến Hoắc Kiến Hoa trở nên nổi tiếng. Thành công của bộ phim đã mang đến cho anh rất nhiều vai diễn và kịch bản. Hoắc Kiến Hoa đã phá kỷ lục khi tham gia diễn xuất 7 phim truyền hình trong 1 năm. Cũng trong năm 2003, anh đã phát hành album đầu tiên - Start, nhưng vì không chịu đựng được những quy tắc ngầm, sự chạy đua theo phong trào trong giới âm nhạc Đài Loan cũng như sự tiêu thụ thấp của album đã khiến anh gác lại ước mơ làm ca sĩ mà tập trung vào nghề nghiệp diễn xuất.
Năm 2004, vì hàng loạt các nguyên nhân bất khả kháng mà Hoắc Kiến Hoa đã đến Trung Quốc đại lục.
Năm 2009, anh tham gia bộ phim "Tiên Kiếm Kỳ Hiệp 3" trong vai Từ Trường Khanh đóng cặp với Đường Yên . Sự thành công của bộ phim đã đưa anh lên thành diễn viên hạng A của giới giải trí .
Năm 2014,Hoắc Kiến Hoa ra mắt khán giả với bộ phim "Kim Ngọc Lương Duyên" với thân phận là nhà sản xuất và là nam chính. Bộ phim cũng đánh dấu sự hợp tác lần thứ hai của anh và Đường Yên sau thành công vang dội của "Tiên Kiếm Kỳ Hiệp 3". Bộ phim cũng mang lại cho anh giải thưởng Nam diễn viên được yêu thích nhất khu vực Cảng Đài và Cặp đôi màn ảnh ngọt ngào nhất cùng với Đường Yên.
Năm 2015, Hoắc Kiến Hoa tham gia bộ phim Hoa Thiên Cốt với vai chính là Bạch Tử Họa. Bộ phim đã thành công vang dội không chỉ ở Trung Quốc đại lục mà còn mang tên tuổi anh vươn tầm Châu Lục.
Khi chuyển hướng sang Trung Quốc đại lục, anh đã nhận rất nhiều vai diễn khác nhau để nâng cao trình độ diễn xuất của bản thân.

## Danh sách phim

### Phim điện ảnh
| Năm  | Tựa đề                        | Tựa đề Tiếng Anh               | Vai                       |
| ---- | ----------------------------- | ------------------------------ | ------------------------- |
| 2005 | Làm Tóc                       | Hands In The Hair              | Tiểu Hoa                  |
| 2009 | Hiệp Ước Hoán Thân            | Contract of Status Interchange | Mạch Triết Luân           |
| 2012 | Cứu binh vượt thời gian       | Ultra Reinforcement            | Dương Chi Ngang (Nhị Đản) |
| 2014 | Tuần Trăng Mật Cùng Tình Địch | Honey Enemy                    | Hứa Mặc                   |
| 2015 | Sự Thật Cấm Khu               | Inside or Outside              | Cừu Lạc/Tạ Thiên Hữu      |
| 2016 | 28 tuổi vị thành niên         | Suddenly Seventeen             | Miêu Lương                |
| 2016 | Trò chơi trốn tìm             | Hide and Seek                  | Tử Trần                   |
| 2016 | Trí Mạng Đếm Ngược            | Reset                          | Thôi Hổ                   |
| 2017 | Bao Giờ Trăng Sáng            | Our Time Will Come             | Lý Cẩm Vinh               |
| 2017 | Kiến Nghiệp Đại Quân          | The Founding of an Army        | Tưởng Giới Thạch          |
| 2019 | Chuyện tình mùa đông          | Somewhere winter               | Tề Khiếu                  |

### Phim truyền hình
| Năm  | Tựa đề                             | Tựa đề gốc       | Vai                          | Bạn diễn                                  |
| ---- | ---------------------------------- | ---------------- | ---------------------------- | ----------------------------------------- |
| 2002 | Hái Sao                            | 摘星             | Hạ Uyên Kiều                 |                                           |
| 2003 | Thiếu Niên Phố Tây                 | 西街少年         | Hình Vọng                    |                                           |
| 2003 | Ma Lạp Tiên Sư                     | 麻辣鮮師         | Hoắc Kiến Tề (vai khách mời) |                                           |
| 2003 | Khu vườn bí mật                    | 我的秘密花園     | Vai khách mời                |                                           |
| 2003 | Chuyện tình biển xanh              | 海豚灣戀人       | Chung Hiểu Cương             |                                           |
| 2003 | Những Cô Gái Xinh Đẹp              | 美麗俏佳人       | Phó Lập Hằng (vai khách mời) |                                           |
| 2004 | Ngàn vàng tiểu thư/Thiên Kim 100%  | 千金百分百       | Lý Vi Tường                  |                                           |
| 2004 | Thiên Hạ Đệ Nhất                   | 天下第一         | Quy Hải Nhất Đao             |                                           |
| 2004 | Giấc Mơ Của Lý Giang               | 李江的梦想       | Khách mời                    |                                           |
| 2005 | Tàu Điện Ngầm/Âm Thanh Của Màu Sắc | 地下鐵           | Lục Vân Tường                |                                           |
| 2005 | Lục Bảo Thạch Trên Nóc Nhà         | 屋顶上的绿宝石   | Chu Niệm Trung               |                                           |
| 2005 | Hồng Phất Nữ                       | 風塵三俠之紅拂女 | Lý Tịnh                      |                                           |
| 2006 | Võ Thập Lang                       | 武十郎           | Lý Á Thọ                     | Dương Thiên Hoa                           |
| 2006 | Nam Tài Nữ Sắc                     | 现代美女         | Dương Quan                   |                                           |
| 2007 | Ái Tình Chiếm Tuyến                | 爱情占线         | Lục Vân Phi                  |                                           |
| 2008 | Yên Chi Tuyết                      | 胭脂雪           | Hạ Vân Khai                  |                                           |
| 2008 | Thương Thành Chi Luyến             | 伤城之恋         | Nhan Phi                     | Tần Lam                                   |
| 2009 | Tân Nhất Tiễn Mai                  | 新一剪梅         | Triệu Thời Tuấn              |                                           |
| 2009 | Tiên kiếm kỳ hiệp 3                | 仙剑奇侠传三     | Từ Trường Khanh              | Dương Mịch, Hồ Ca, Đường Yên, Lưu Thi Thi |
| 2009 | Nhất Nhất Tiến Lên                 | 一一向前冲       | Tào Nghiên                   |                                           |
| 2010 | Thám Tử Đường Lang                 | 唐琅探案         | Đường Lang                   |                                           |
| 2010 | Quái Hiệp Nhất Chi Mai             | 怪侠一枝梅       | Ly Ca Tiếu                   |                                           |
| 2011 | Cảm Động Sinh Mệnh                 | 感动生命         | Hàn Tử Hàn                   |                                           |
| 2011 | Khuynh thế hoàng phi               | 倾世皇妃         | Lưu Liên Thành               | Lâm Tâm Như                               |
| 2012 | Hình Danh Sư Gia                   | 刑名师爷         | Mạnh Thiên Sở                |                                           |
| 2012 | Tiếu ngạo giang hồ (bản 2013)      | 笑傲江湖         | Lệnh Hồ Xung                 | Trần Kiều Ân, Viên San San                |
| 2013 | Phiêu Môn                          | 镖门             | Lưu An Thuận                 |                                           |
| 2014 | Chiến Trường Sa                    | 战长沙           | Cố Thanh Minh                | Dương Tử                                  |
| 2014 | Vi sư sắc sảo                      | 代理人員         | Lý Đại Nhân(Khách mời)       |                                           |
| 2014 | Kim Ngọc Lương Duyên               | 金玉良缘         | Kim Nguyên Bảo               | Đường Yên                                 |
| 2015 | Hoa Thiên Cốt                      | 花千骨           | Bạch Tử Họa (Tôn Thượng)     | Triệu Lệ Dĩnh                             |
| 2015 | Hãy Nhắm Mắt Khi Anh Đến           | 他来了，请闭眼   | Bạc Cận Ngôn (Simon)         | Mã Tư Thuần                               |
| 2016 | Nữ Y Minh Phi Truyện               | 女医明妃传       | Minh Anh Tông (Chu Kỳ Trấn)  | Lưu Thi Thi                               |
| 2018 | Hậu cung Như Ý truyện              | 后宫如懿传       | Càn Long                     | Châu Tấn, Lý Thuần, Đổng Khiết            |
| 2019 | Trúc mộng tình duyên               | 筑梦情缘         | Thẩm Kỳ Nam                  | Dương Mịch                                |

## Âm nhạc
Hoắc Kiến Hoa có chất giọng trầm ấm, nhẹ nhàng. Ban đầu anh khởi nghiệp với ước mơ làm ca sĩ, nhưng số phận đã đưa anh đến với con đường diễn xuất chuyên nghiệp.
Nhạc phim
- Hạnh phúc dưới ô (伞下的幸福) - ca khúc trong phim Hái Sao và Khu Vườn Bí Mật
- Tình yêu kẹo bông (爱像棉花糖) - ca khúc trong phim Hái Sao, song ca cùng 王利绮
- Hái sao (摘星) - ca khúc trong phim Hái Sao
- Lai khứ tự như (来去自如) - ca khúc trong phim Hái Sao
- Somebody - ca khúc trong phim Thiên Kim Tiểu Thư
- Lúc đó (那时候) - ca khúc trong phim Thiên Hạ Đệ Nhất
- Em là đệ nhất (你的第一) - ca khúc trong phim Thiên Hạ Đệ Nhất
- Tiêu dao (逍遥) - ca khúc trong phim Tân Tiếu ngạo giang hồ
- Khuynh thế (倾世) - ca khúc trong phim  Khuynh Thế Hoàng Phi
- Anh sẽ mãi nhớ em (我会记得你) - ca khúc trong phim Chiến Trường Sa, song ca cùng Dương Tử
- Thời gian đẹp nhất (好时光) - ca khúc trong phim Kim Ngọc Lương Duyên, song ca cùng Đinh Đang
- Không thể nói (不能说) - ca khúc trong phim Hoa Thiên Cốt, song ca cùng Triệu Lệ Dĩnh

Album
- 2003: Start 
  - 你好就好 (Ni Hao Jiu Hao)
  - 你的第一 (Ni De Di Yi)
  - 肩上蜻蜓 (Jian Shang Qing Ting)
  - 指甲上的花 (Zhi Jia Shang De Hua)
  - 要命的迷人(Yao Ming De Mi Ren)
  - 碎片(Sui Pian)
  - 放棄天空的飛鳥(Fang Qi Tian Kong De Fei Niao)
  - 有愛難言(You Ai Nan Yan)
  - 開始(Kai Shi)
  - 那時候(Na Shi Hou)

## Giải thưởng
- 2010: Bộ phim "Nhất Nhất tiến lên" đoạt giải Liên hoan Phim truyền hình do đài An Huy tổ chức
- 2010: Sohu TV Drama Internet Voting, phim truyền hình có sức sống nhất, phim Tiên kiếm kỳ hiệp 3
- 2010: The 16th Thượng Hải TV Festival, phim truyền hình được yêu thích nhất, phim Tiên kiếm kỳ hiệp 3
- 2011: Nam diễn viên được yêu thích nhất của mạng Youku
- 2011: Phim truyền hình được yêu thích nhất của mạng Youku "Quái Hiệp Nhất Chi Mai"
- 2012: Tại Liên hoan Phim quốc gia, bộ phim truyền hình xuất sắc nhất "Cảm động sinh mệnh"
- 2012: Bộ phim truyền hình yêu thích nhất "Cảm động sinh mệnh"
- 2013: Liên hoan Phim truyền hình quốc gia, nam thần được yêu thích
- 2014: nhận giải cặp đôi màn ảnh lãng mạn nhất cùng với Đường Yên
- 2014: Phim "Chiến Trường Sa" đạt giải "Top Phim truyền hình xuất sắc"
- 2015: Liên hoan phim Thượng Hải, phim truyền hình xuất sắc "Tiêu Môn"
- 2015: Quốc kịch thịnh điển do đài Hồ Nam tổ chức, chiến thắng trong cuộc bình chọn Diễn viên được hoan nghênh nhất.
- 2015: Quốc kịch thịnh điển do đài Hồ Nam tổ chức, chiến thắng trong cuộc bình chọn Vai diễn được khán giả yêu thích nhất.

| Năm  | Giải Thưởng                                                    | Tác Phẩm Đề Cử           | Hạng Mục                                      | Kết Quả   | Chú Thích |
| ---- | -------------------------------------------------------------- | ------------------------ | --------------------------------------------- | --------- | --------- |
| 2004 | 39th Golden Bell Awards                                        | Chuyện Tình Biển Xanh    | Nam diễn viên xuất sắc nhất                   | Đề cử     |           |
| 2006 | SINA Awards                                                    |                          | Nam diễn viên được chú ý nhất của năm         | Đoạt giải |           |
| 2011 | Youku Television Awards                                        | Khuynh Thế Hoàng Phi     | Most Marketable Actor                         | Đoạt giải |           |
| 2013 | Quốc kịch thịnh điển do đài Hồ Nam                             |                          | Nam diễn viên được yêu thích nhất             | Đoạt giải |           |
| 2013 | Quốc kịch thịnh điển do đài Hồ Nam                             | Tiếu Ngạo Giang Hồ       | Bộ phim truyền hình được yêu thích nhất       | Đoạt giải |           |
| 2013 | LHP Truyền Hình Trung Quốc Lần Thứ 8                           | Tân Tiếu Ngạo Giang Hồ   | Diễn viên được yêu thích nhất                 | Đoạt giải |           |
| 2013 | LHP Truyền Hình Trung Quốc Lần Thứ 8                           |                          | Top 10 diễn viên được yêu thích nhất          | Đoạt giải |           |
| 2014 | 6th China TV Drama Awards                                      | Kim Ngọc Lương Duyên     | Nam diễn viên được yêu thích nhất             | Đoạt giải |           |
| 2014 | 6th China TV Drama Awards                                      | Kim Ngọc Lương Duyên     | Cặp đôi được yêu thích nhất                   | Đoạt giải |           |
| 2014 | 5th China Student Television Festival                          | Kim Ngọc Lương Duyên     | Most Popular Actor (Ancient Drama)            | Đoạt giải |           |
| 2014 | iQiyi All-Star Carnival                                        | Kim Ngọc Lương Duyên     | Best Television Actor (Hong Kong/Taiwan)      | Đoạt giải |           |
| 2015 | China Newsweek                                                 |                          | Artist of the Year                            | Đoạt giải |           |
| 2015 | iQiyi All-Star Carnival                                        | Hoa Thiên Cốt            | Most Popular Actor                            | Đoạt giải |           |
| 2015 | 7th China TV Drama Awards                                      | Hoa Thiên Cốt            | Most Popular Actor                            | Đoạt giải |           |
| 2015 | 7th China TV Drama Awards                                      | Hoa Thiên Cốt            | Audience's Favorite Character                 | Đoạt giải |           |
| 2016 | 2015 Conference on Big Data Index of Culture and Entertainment | Hoa Thiên Cốt            | Nhân vật được yêu thích nhất                  | Đoạt giải |           |
| 2016 | 1st China Quality Television Drama Ceremony                    | Hoa Thiên Cốt            | Most Marketable Actor                         | Đoạt giải |           |
| 2016 | 1st China Quality Television Drama Ceremony                    | Hoa Thiên Cốt            | Nam diễn viên được yêu thích nhất             | Đoạt giải |           |
| 2016 | 3rd Asia Rainbow TV Awards                                     | Hoa Thiên Cốt            | Nam diễn viên truyền hình được yêu thích nhất | Đề cử     |           |
| 2016 | Giải Thưởng Hoa Đỉnh Lần Thứ 19                                | Hoa Thiên Cốt            | Nam diễn viên xuất sắc nhất                   | Đề cử     |           |
| 2016 | Giải Thưởng Hoa Đỉnh Lần Thứ 19                                | Hãy Nhắm Mắt Khi Anh Đến | Best Actor (Contemporary Drama)               | Đề cử     |           |
| 2016 | LHP Truyền Hình Thượng Hải Lần Thứ 22                          | Hoa Thiên Cốt            | Nam diễn viên xuất sắc nhất                   | Đề cử     |           |
| 2017 | LHP Quốc Tế Thượng Hải Lần Thứ 20                              | Bao Giờ Trăng Sáng       | Nam diễn viên xuất sắc nhất                   | Đề cử     |           |
| 2018 | Giải Thưởng Hoa Đỉnh Lần Thứ 24                                | Hậu Cung Như Ý Truyện    | Nam diễn viên xuất sắc nhất                   | Đề cử     |           |